# 칙 베네라

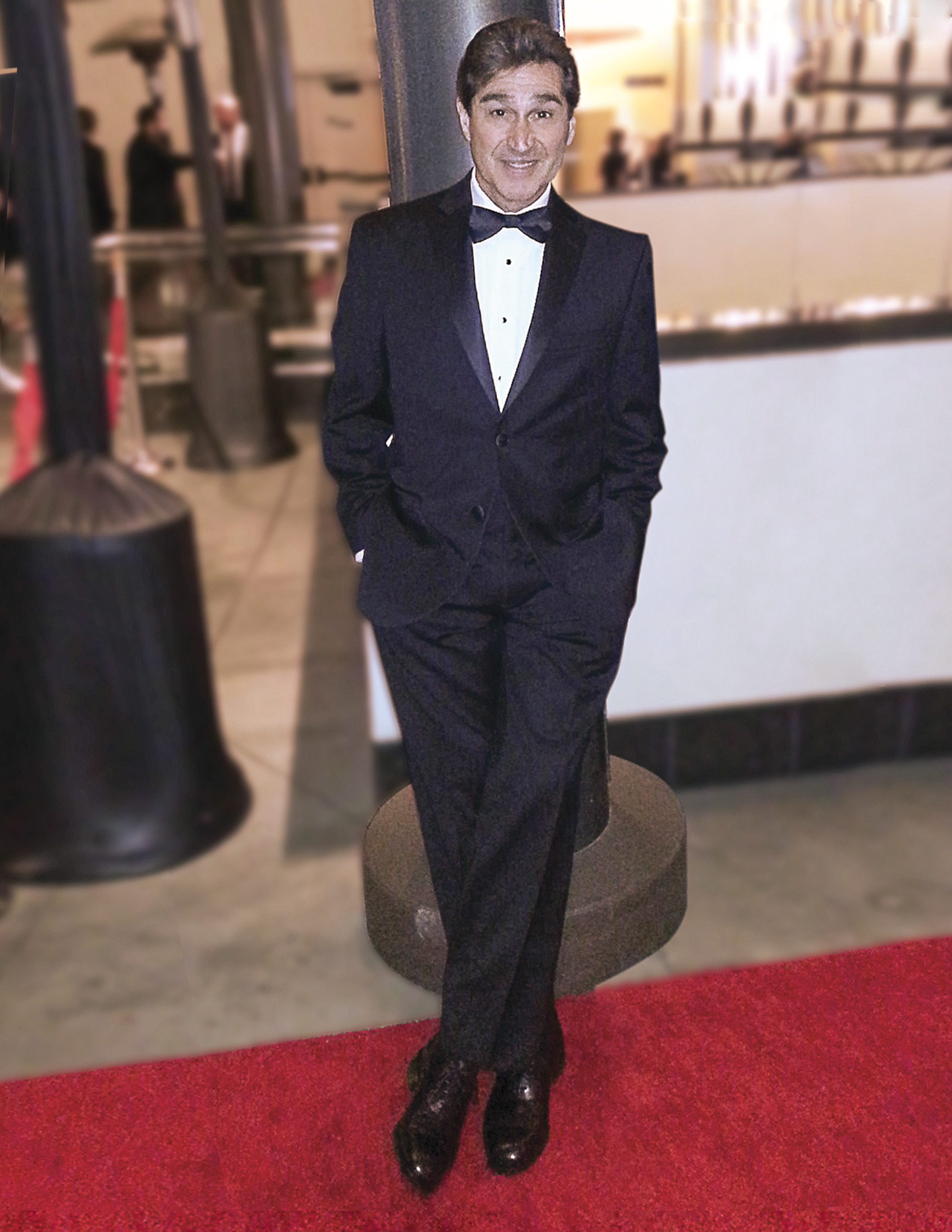
2013년 모습

칙 베네라(영어: Chick Vennera, 1947년 3월 27일~2021년 7월 7일)는 미국의 배우이다.

## 출연 작품
- 인트리피드 (2000년)
- 퍼지티브 마인드 (1999년)
- 백 슬라이더 (1999년)
- 네비게이터(영어판) (1999년)
- 프로피트 (1999년)
- 타이쿠스 (1998년)
- 트레인 테러 (1998년)
- 카운터포스 2 (1998년)
- 타임 언더 파이어 (1996년)
- 나 홀로 숲에 (1996년)
- 나이트 아이 4 (1996년)
- 보디 케미스트리 3 - 완전 노출 (1994년)
- 더블 쓰렛 (1993년)
- 아메리칸 코만도 (1991년)
- 모자브 사막의 최후 2 (1990년)
- 나이트 아이 (1990년)
- 반항의 계절 (1988년)
- 마피아 신부 (1988년)
- 25만 달러를 찾아라! (1986년)
- 데비를 찾아라 (1986년)
- 500만 달러의 모험 (1981년)
- 전장의 우정 (1979년)
- 금요일 밤의 열기 (1978년)

### 텔레비전
- 베가스 (1978년)